# Samsung Galaxy Pocket
Galaxy Pocket je smartphone z rodiny Androidích zařízení vyráběných společností Samsung. Jeho charakteristickými vlastnostmi jsou malá velikost, s ní spojený 2,8" displej, Android verze 2.3.6 a především nízká cena. Je vybaven dotykovým displejem, dvěma softwarovými a jedním mechanickým ovládacím tlačítkem. Z levé strany potom nalezneme tlačítko pro nastavení hlasitosti, z pravé tlačítko pro uzamknutí displeje/vypnutí telefonu. Na přední straně se nachází ještě reproduktor pro poslech hovorů. Na zadní fotoaparát a výdech hlasitého reproduktoru. Vyjímatelná baterie má kapacitu 1200 mAh a dle výrobce by měla udržet telefon v pohotovostním režimu až 520 hodin.

## Historie
Celým označením Samsung S5300 Galaxy Pocket byl představen v Q1 roku 2012 jako náhrada za do té doby nejnižší model telefonu společnosti Samsung Galaxy Mini. Prioritou bylo dostat cenu na co nejnižší úroveň. Toho bylo dosaženo nejen oslabením hardwarových specifikací, ale také úpravou obsahu základního balení oproti ostatním modelům telefonů Samsung. V krabičce s novým přístrojem se nachází pouze zařízení samotné, napájecí adaptér zakončený microUSB konektorem a papírová dokumentace. USB kabel pro propojení s počítačem či sluchátka už si musí uživatel v případě zájmu dokoupit.
Existuje také verze Galaxy Pocket DUOS, která má totožné parametry s modelem Pocket a navíc možnost vložit druhou SIM kartu.
V České republice je během roku 2012 telefon dostupný z volného prodeje či skrze operátora Telefónica O2. Jiný český operátor tento model nenabízí.

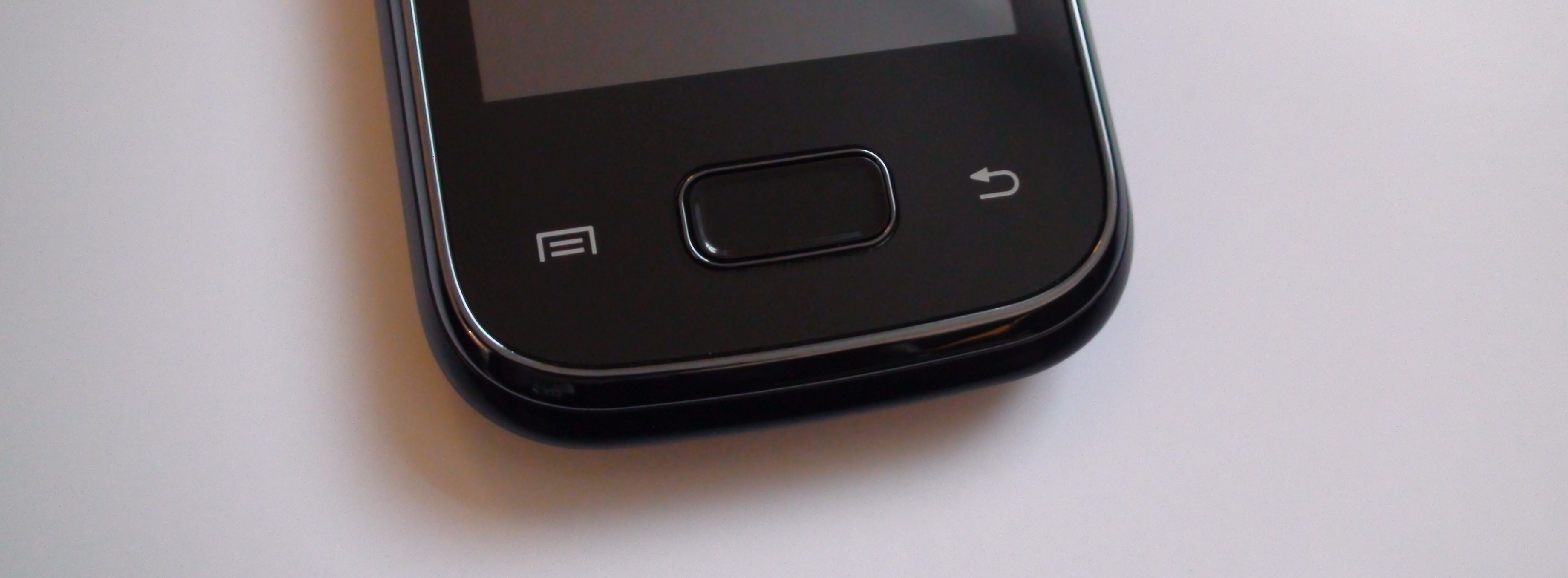
Přední tlačítka Galaxy Pocket

## Technická výbava

### Rozměry
Telefon je vysoký 103,9 mm a široký 57,9 mm. Dosahuje tloušťky 11,98 mm a díky celoplastovému tělu a relativně malým rozměrům také hmotnosti pouze 97 g.

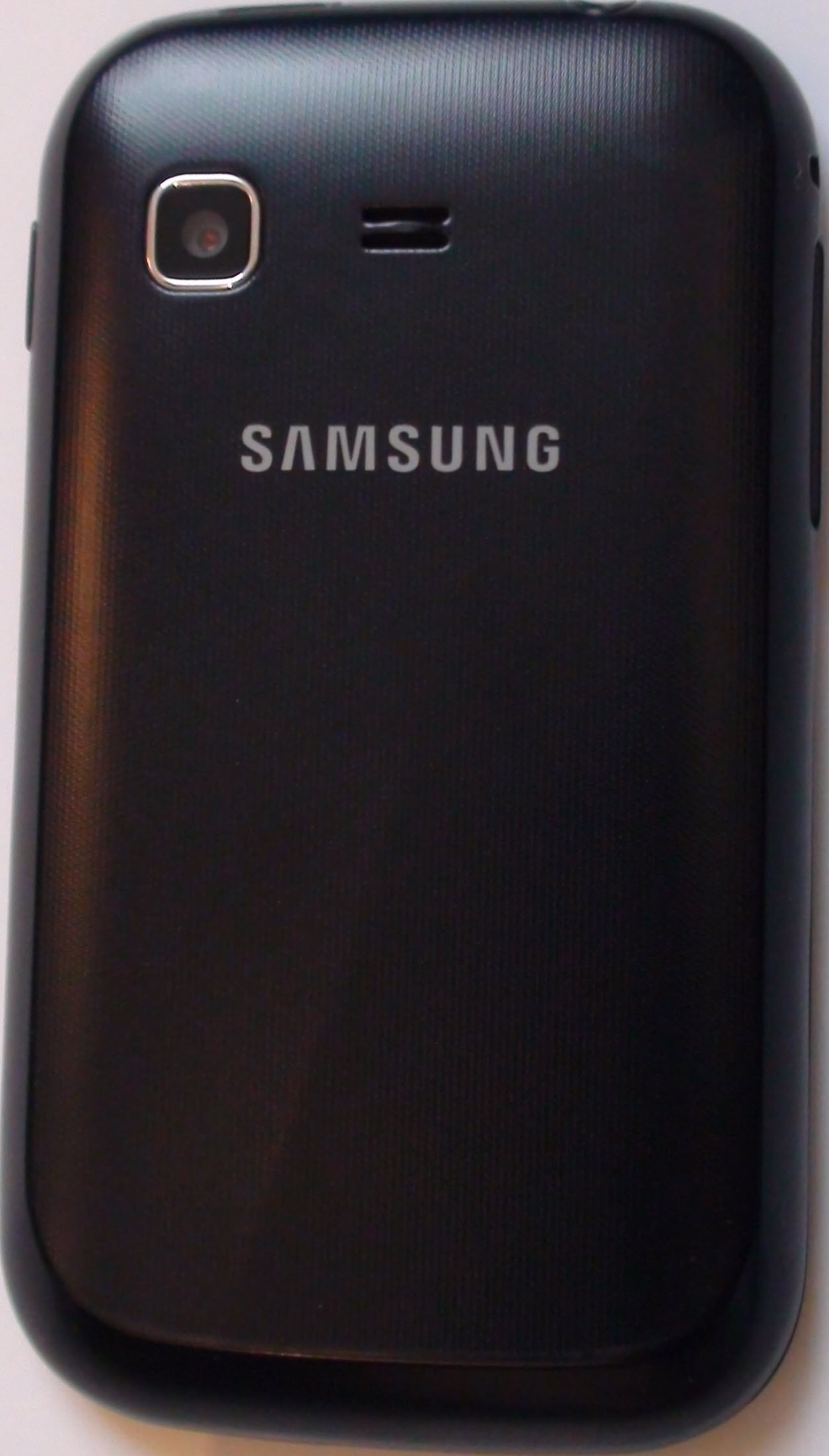
Zadní strana Galaxy Pocket

### Výkon
Uvnitř se nachází jednojádrový procesor Broadcom BCM21553 o taktu 832 MHz vyrobený 65nm technologií. Přítomen je i grafický čip Broadcom BCM2763. Z operační paměti o celkové velikosti 289 MB je uživateli po načtení systému k dispozici přibližně polovina.
Celková vnitřní paměť o velikosti 3 GB je rozšiřitelný za pomoci externí paměťové karty formátu microSD o maximální kapacitě 32 GB.

### Displej
Velikost kapacitního displeje je 2,8" (7,112 cm) s rozlišením 240x320 bodů. Výsledná jemnost je tedy 143 DPI. Jednotlivé pixely jsou tak i při ne příliš detailním zkoumání znatelné. Disponuje 262 tisíci barvami a použitá výrobní technologie je TFT LCD.

### Konektivita
Na vrchní straně zařízení se nachází microUSB konektor pro nabíjení a propojení telefonu s počítačem. Na téže straně najdeme i 3,5mm zdířku pro připojení sluchátek.
Z bezdrátových technologií je dostupná WiFi a Bluetooth. Telefon má zabudovaný GPS modul a senzor polohy.

### Fotoaparát
Na zadní straně přístroje se nachází fotoaparát s rozlišením 2 megapixely (snímky o maximální velikosti 1600×1200 bodů) bez možnosti automatického ostření. Je schopen dvojnásobného digitálního zoomu, několika scénických režimů a základního nastavení jasu.
Telefon dokáže nahrávat také video v rozlišení 320×240 bodů při průměrné frekvenci 15 snímků za sekundu.

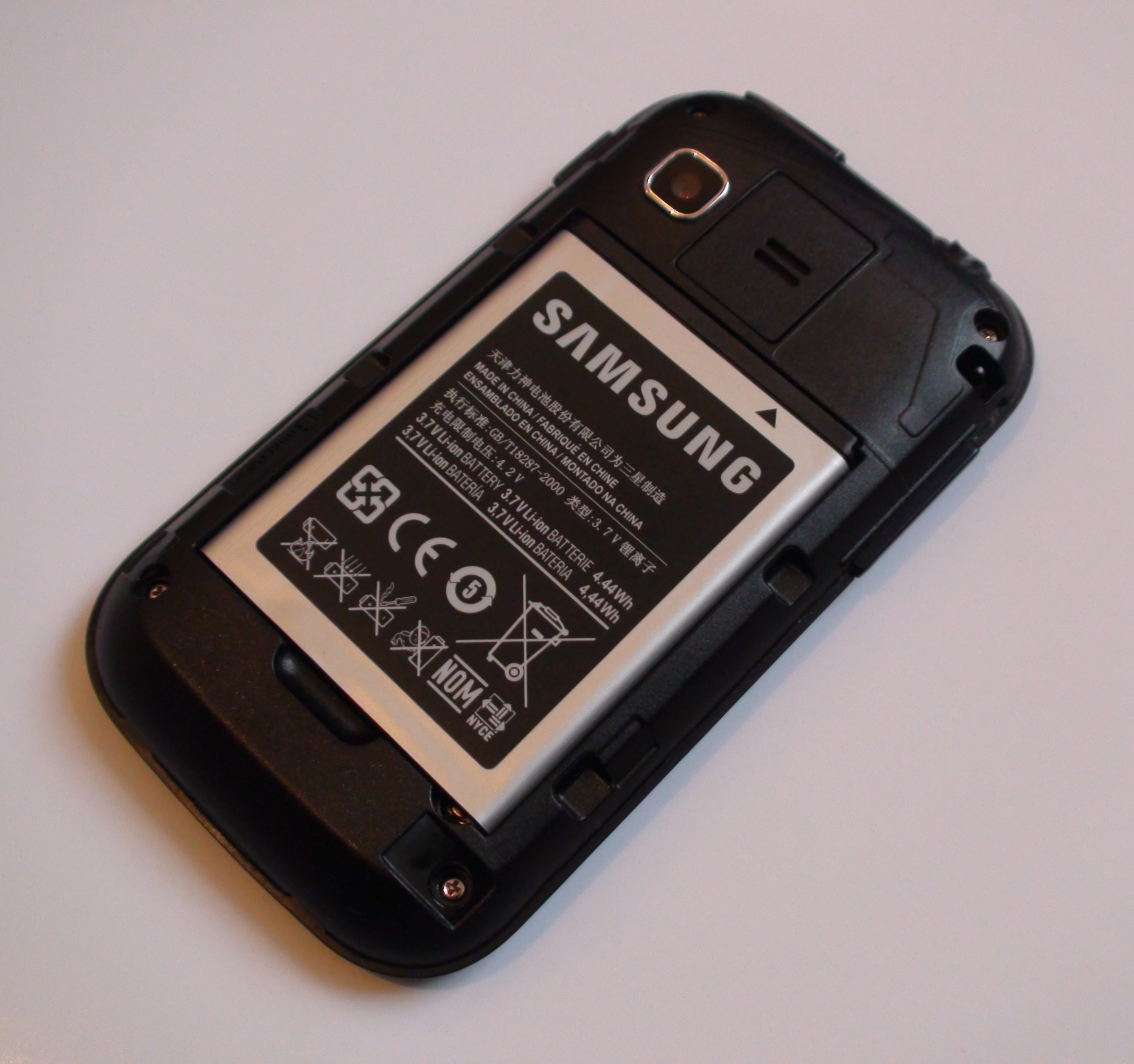
Sundaný zadní kryt

## Programová výbava
Uvnitř telefonu je operační systém Android ve verzi 2.3.6. Update na vyšší verze se neplánuje. Samsung doplnil prostředí o svou vlastní grafickou nadstavbu TouchWiz a některé další aplikace, sjednocující veškerá zařízení Galaxy.
V základu je přítomna aplikace pro přehrávání hudby, rádia, internetový prohlížeč, základní kancelářský software v úpravě pro mobilní zařízení, budík, kalendář, kalkulačka, mapy a hlasová navigace, diktafon, poznámky a jiné.
V případě zájmu o další aplikace a rozšíření funkčnosti lze bez problémů získat tyto přes obchod Google Play či Samsung Apps.